# 京都市歌
- 日本 > 京都府 > 京都市 > 京都市歌
- 日本 > 市町村 > 市町村歌 > 京都市歌

「京都市歌」（きょうとしか）は日本の政令指定都市の1市で、京都府の府庁所在地である京都市の市歌。以下の3曲が存在する。
1. 1898年（明治31年）発表。作詞・黒川真頼、作曲・上真行。
2. 1915年（大正4年）発表。作詞・柏木亀蔵、作曲・田村虎蔵。
3. 1951年（昭和26年）7月15日制定。作詞・藤山於菟路、作曲・諸井三郎。

現在の市歌は3.である。また、1906年（明治39年）に刊行された池辺義象の作詞、吉田恒三の作曲による「地理歴史唱歌 京都」も「京都市歌」と通称される場合がある。
本項では、京都市へ編入された市町村が制定していた各種の市町村歌についても解説する。

## 現行（1951年）
現在の「京都市歌」（以下「昭和市歌」）は1950年（昭和25年）の京都国際文化観光都市建設法施行を記念し、歌詞の一般公募を経て制定された。歴代の市歌としては3代目であるが、明文の規定が無く「慣例上の存在」とされていた過去の市歌とは異なり制定の告示が行われている。
1959年（昭和34年）には、ビクターレコード（のちJVCケンウッド・ビクターエンタテインメント）がA面/B面にそれぞれ京都市立音楽短期大学合唱団と京都市立醒泉小学校児童合唱団の斉唱を吹き込んだSPレコードを製造した。また、1994年（平成6年）には東山区円山公園近くの料亭・東観荘前に歌碑が建立されている。
京都府に限らず東京府・大阪府を含めた三府はいずれも戦前に府歌を制定しなかった経緯があり、1984年（昭和59年）に「京都府の歌」が制定されるまではこの京都市歌が府歌の代替曲として紹介される場合があった。

## 過去の京都市歌
昭和市歌が制定されるまでに複数の市歌が作られたが、いずれも制定の告示が無く「慣例上の市歌」とされていた。以下の楽曲については制定告示のある昭和市歌と区別するため、表題から「市歌」を除いて単に「京都」とする文献もみられる。
明治および大正の市歌は、歌詞・旋律のいずれも著作権の保護期間を満了しパブリックドメインとなっている。

### 初代（1898年）
黒川真頼が作詞、上真行が作曲をそれぞれ手掛けた初代の京都市歌（以下「明治市歌」）は京都市小学校長会が選定したもので、1898年（明治31年）1月29日に発表された。楽譜上の表題は「京都」で、現存する最古の市歌として知られる1909年（明治42年）制定の横浜市歌よりも11年先駆けて作られた「日本最古の市歌」とされる。

### 2代目（1915年）
1915年（大正4年）に大正天皇の御即位大典記念事業として作成された「京都市歌」（以下「大正市歌」）は、歌詞を一般に公募し42篇の応募作を審査したが一等入選は「該当作なし」となったため二等に選ばれた岐阜高等女学校教諭・柏木亀蔵の応募作が採用されたもので、昭和市歌と対比して「戦前の京都市歌」と言う場合は基本的にこの大正市歌を指す。作曲者は東京音楽学校教授の田村虎蔵で、作詞・作曲の両名とも鳥取県の出身であった。
2009年（平成21年）刊行の『京都市政史』第1巻には「忘れられた市歌」の節があり、大正市歌の詳細な作成経緯と楽譜（表題は初代と同じ「京都」）が掲載されている。明治市歌と同様に制定の告示は行われず「慣例上の市歌」とされていたが、学校教育を通じて普及が図られた点は先代と共通し、昭和初期には市内の全小学校で歌唱指導が行われていた。そうした経緯から市の公認するところとなり、昭和13年版から18年版までの市政概要に「京都市歌」の表題で歌詞と楽譜が掲載されている。
歌曲としては、1933年（昭和8年）に日東蓄音機商会（ニットーレコード）がA面に声楽家の近藤義次、B面に市内小学校選抜児童の斉唱を吹き込んだSP盤を製造した。また、1939年（昭和14年）に京都日出新聞社が選定しポリドールが製造した「銃後市民の歌」（作詞：小西郁夫、作曲・編曲：長津義司、歌：内田栄一）のSP盤（規格品番：AT-35）ではB面にインストゥルメンタルの行進曲「京都市歌」（編曲：長津義司）が収録されている。

## 地理歴史唱歌 京都（1906年）
上記3曲の他、1906年（明治39年）に発表された国文学者・池辺義象の作詞、旧制第三高等学校の寮歌「逍遥の歌」（別名「紅もゆる丘の花」）の作曲者と推定される吉田恒三（1872年 - 1957年）の作曲による「地理歴史唱歌 京都」も「京都市歌」と通称される場合がある。1975年（昭和50年）に刊行された『京都の歴史』第8巻では1915年の大正市歌を「3代目」、1951年の昭和市歌を「4代目」とみなし、この「地理歴史唱歌 京都」が明治市歌と大正市歌との合間に作られた「2代目」のように紹介されていたことから、歴代の京都市歌は「4曲」とする解釈が長らく通用していた。
しかし、2019年（平成31年）4月2日付の京都新聞で地元の大学生が歴代の市歌について調査した結果をまとめた冊子を紹介する記事によれば「地理歴史唱歌 京都」は五車楼書店から刊行された『地理歴史唱歌』の1編であり、明治市歌のような愛郷心の涵養には重点が置かれておらず「特定の地名や社寺名が多く出てくる」などの理由から「（2代目）市歌には位置づけられないのではないか」として、一種の「番外」扱いとすべきであると言う新説が提示されている。
楽譜は東京芸術大学附属図書館に現存する。

## 京都市に関連するその他の楽曲
上記の「銃後市民の歌」は民間で選定されたものであるが、第二次世界大戦末期の1945年（昭和20年）2月11日には「決戦京都市民の歌」が市によって公式に選定された。
戦後になり、昭和市歌制定後の1954年（昭和29年）1月には京都市消防局が「京都市消防の歌」（作詞：河西新太郎、作曲：桜井武雄）を選定した。また、1956年（昭和31年）には京都市市民憲章の採択を記念し、条文に曲を付けた「京都市市民憲章の歌」（作曲：渋谷光明）が発表されている。
市内の行政区では1989年（平成元年）に下京区で区制110周年を記念して「下京区の歌」（作詞：萩本善三、補作：下京区百十周年記念委員会、作曲：伊吹新一）が作成されたが、他の10区では区歌やそれに類する楽曲は特に定められていない。区民音頭は伏見区で「伏見音頭」、山科区で「山科音頭」がそれぞれ作成されている。

### 京都市へ編入された市町村の歌
以下は京都市へ編入された市町村が制定していた市町村歌である。現在は全て廃止されている。
伏見市歌
「伏見市歌」（ふしみしか）は1931年（昭和6年）に京都市へ編入された伏見市の市歌である。作詞・西條八十、作曲・中山晋平。
紀伊郡伏見町が1929年（昭和4年）5月1日に市制を施行したことを記念して10月23日に新民謡「伏見小唄」（作詞・作曲は市歌と同じ）と共に制定されたが、当の伏見市自体が成立からわずか1年11ヶ月で京都市へ編入されたため、この市歌も1年半足らずで廃止された。両曲とも『京伏合併記念伏見市誌』に歌詞と楽譜が掲載されている。
明日に向かって
「明日に向かって」（あすにむかって）は2005年（平成17年）に京都市へ編入された北桑田郡京北町の町歌である。1995年（平成7年）制定。作曲・山路進一。
町制時代には毎年11月に開催される「京北ふるさとまつり」で演奏されていた。『京北町五十年誌』第3章1節「町のシンボル」で紹介されている。